# Aldabra
Aldabra – największy atol w archipelagu Aldabra na Oceanie Indyjskim i jeden z największych na świecie, po m.in. Kiritimati, złożony z 4 wysp koralowych otaczających płytką lagunę. Należy do Republiki Seszeli. Powierzchnia 154 km².
Atol jest niezamieszkany i odznacza się dziewiczą przyrodą, szczególnie nietkniętą przez człowieka fauną wyspy, znajdują się tam np. m.in.:
- największa kolonia żółwi olbrzymich (152 tys.)
- endemiczne gatunki
  - pustułka seszelska (Falco araeus)
  - koralczyk czerwonogłowy	(Alectroenas pulcherrimus)
  - syczek seszelski (Otus insularis) – gatunek zagrożony wyginięciem
  - salangana seszelska (Aerodramus elaphrus)
  - chaszczak aldabrański (wymarły)

W roku 1982 atol został wpisany na listę światowego dziedzictwa UNESCO. Jest to ścisły rezerwat przyrody z ograniczonym dostępem dla ruchu turystycznego.